# Skomagare Anton
Skomagare Anton är en låt framförd av Hasse Andersson och Kvinnaböske Band, skriven av Hasse Andersson, som släpptes som singel 1981 och samma år på albumet Annat var det förr. Låten var den första hiten av Hasse Andersson.
Låten hamnade på Svensktoppen den 14 februari 1982 med en placering på nionde plats. En cover av Alf Robertson med titeln "Skomakare Anton" låg på Svensktoppen i sju veckor mellan 2 maj och 13 juni 1982 med andra plats som bästa placering. Låten har även spelats av bland annat Lasse Stefanz och Vikingarna.

### Fotnoter
1. ↑  https://smdb.kb.se/catalog/id/001882563
2. ↑  https://smdb.kb.se/catalog/id/001888193
3. ↑  https://rorvikshus.se/content/uploads/2015/12/HemmHosHasse1.pdf
4. ↑  https://www.nostalgilistan.se/hasse-andersson-kvinnaboske-band-420/skomagare-anton-1523
5. ↑  https://www.nostalgilistan.se/alf-robertson-175/skomakare-anton-1542
6. ↑  https://smdb.kb.se/catalog/id/001480594
7. ↑  https://smdb.kb.se/catalog/id/001475905